# Adolf I (hrabia Mark)
Adolf I (ur. przed 1199 r., zm. 28 czerwca 1249 r.) – hrabia Mark od ok. 1198 r.

## Życiorys
Adolf był synem hrabiego Alteny Fryderyka oraz Alveradis z Krieckenbeck. Jego stryjem był arcybiskup Kolonii w latach 1193–1205 oraz 1212–1216 Adolf I. Ok. 1198 r. przejął dziedzictwo po ojcu i zaczął z czasem nazywać się hrabią Mark – od zamku Mark. Dzięki bliskiej współpracy ze swym stryjem poszerzał swoje posiadłości. 
Kuzyn Adolfa, hrabia Isenberga Fryderyk II (1214–1226) stanął na czele stronnictwa panów westfalskich przeciwnych dominacji arcybiskupów kolońskich. Podczas sporu o Essen Fryderyk doprowadził do zamordowania arcybiskupa Engelberta z Bergu. Szansę wykorzystał Adolf, który wystąpił przeciwko wyjętemu spod prawa przez cesarza Fryderykowi i przejął dużą część jego posiadłości, z których jednak część musiał w 1243 r. zwrócić (zawarł wówczas z synem Fryderyka układ o podziale posiadłości między Mark oraz Isenberg). Mimo to stworzył w tym okresie terytorialną bazę, dzięki której Mark w przyszłości stało się najznaczniejszym świeckim księstwem w Westfalii.
W 1226 r. założył w pobliżu zamku Mark miasto Hamm, które stało się głównym ośrodkiem jego władztwa.

## Rodzina
Adolf był dwukrotnie żonaty. Pierwszą żoną była Luitgarda, prawdopodobnie córka hrabiego Looz Gerarda II. Jedynym dzieckiem Adolfa i Luitgardy była córka Irmgarda, ksieni w Bersenbrück.
Drugą żoną Adolfa była Irmgarda, córka hrabiego Geldrii Ottona I. Znamy siedmioro dzieci pochodzących z tego związku:
- nn. córka, żona hrabiego Katzenelnbogen Dytryka II,
- Eberhard (zm. 1241), współrządca ojca w Mark,
- Otto (zm. 1262), hrabia Alteny,
- Gerard (zm. 1272), biskup Münsteru,
- Engelbert I (zm. 1277), hrabia Mark,
- Ryszarda (zm. po 1270), żona Ottona z Dale,
- Adelajda (zm. po 1233), żona hrabiego Sayn Jana.